# IndieLisboa
O IndieLisboa Festival Internacional de Cinema é um festival de cinema de Portugal fundado em 2004, que surgiu com a intenção de destacar obras que se encontram fora do radar da regular circulação de filmes, moldada pela produção e exibição dominantes. 